# Jiri Pelikan
Jiri Pelikan, (né Jiří Pelikán, le 7 février 1923 à Olomouc en Tchécoslovaquie et mort le 26 juin 1999 à Rome) est un homme politique tchécoslovaque, puis italien. 

## Biographie
Militant du Parti communiste tchécoslovaque depuis 1939, Jiří Pelikán participe à la Résistance et est arrêté par la Gestapo.
Il fait partie du comité qui, après la prise du pouvoir à Prague en 1948 par les communistes, exclut des milliers d'étudiants de l'université Charles. 
Il est secrétaire général, puis préside l'Union internationale des étudiants (1955/63), sous contrôle communiste. Il devient journaliste et dirige la radio et la télévision d'État, tout en étant président de la commission des affaires étrangères du parlement (1964/69).    
Après l'invasion soviétique du 21 août 1968, il organise des débats télévisés en direct, au cours desquels l'Union soviétique est durement critiquée. Son rôle pendant l’invasion soviétique lui vaut d’être destitué de ses fonctions dès le mois de septembre. Il est placardisé dans un poste d’attaché culturel à l'ambassade tchécoslovaque à Rome. Il y fait défection et obtient l'asile politique.  
Il est alors exclu du Parti communiste tchécoslovaque et déchu de sa nationalité.
Devenu citoyen italien en 1977, il est un membre du Parti socialiste italien. 
Il a été député européen lors des 1re et 2e législatures du Parlement européen (1979/89). Entre 1990 et 1991, il devint conseiller du Président Havel.